# Rachele Mussolini
Rachele Mussolini, född 11 april 1890 i Predappio, Emilia-Romagna, död 30 oktober 1979 i Forlí, Emilia-Romagna, var gift med Benito Mussolini, Italiens diktator 1922–1943. 
Hon var dotter till bönderna Agostino Guidi och Anna Lombardi. Hon gifte sig med Benito Mussolini 1915. Paret fick fem barn mellan 1910 och 1927.
Hon spelade en viss roll under fascistregimen då hon framhölls i den politiska propagandan som en idealisk hustru och mor och ett föredöme för andra kvinnor. 
Många källor uppger att Rachele hade ett allvarligt och auktoritärt temperament, ibland till och med mer än sin make: till exempel var hon emot all nåd mot sin svärson Galeazzo Ciano under Veronarättegången, och som ett resultat av detta, försämrades relation med hennes dotter Edda, som kallade henne "husets sanna diktator". Dessutom gick hon under de sista månaderna av 1943 varje kväll i två timmar för att prata med Guido Buffarini Guidi, inrikesminister i den italienska socialrepubliken, och bad honom om mer stränghet för att återställa den inre ordningen. 
Hon stod inte vid Mussolinis sida under diktaturens fall, utan försökte ta sig ut ur Italien på egen hand. I april 1945 greps hon av italienska partisaner i Como då hon försökte korsa gränsen till Schweiz och överlämnades till USA:s armé. Hon hölls i amerikanskt förvar på Ischia en tid, men släpptes sedan. 
Efter kriget drev hon en restaurang i sin hemby Predappio i Romagna. Hon pensionerades 1975.